# Hugo Leicht
Escritor alemán radicado en Puebla, México. 
Hugo Leicht Meyer o Hugo Adelbert Henry Leicht Meyer (pronunciado en alemán /'ugo laɪçt/) (Hamburgo, Alemania 27 de agosto de 1881-15 de agosto de 1952, Hamburgo Alemania Occidental). Estudió Letras y se especializó en Lenguas clásicas y modernas. Llegó en 1918 y radicó por más de 20 años en Puebla de Zaragoza, México. Es conocido por ser el autor del libro Las calles de Puebla, extenso y documentado estudio de la historia de calles, barrios y personajes relacionados con Puebla (llamada también Angelópolis) desde su fundación en 1531 hasta 1930. El libro cuenta con dos ediciones y numerosas reimpresiones.

## Trayectoria

### Origen y formación
Oriundo de la ciudad de Hamburgo, realizó en su ciudad natal los estudios superiores en Letras, especializándose en Lenguas Clásicas y Modernas, dominando de aquellas el griego y el latín, así como el inglés, el francés y el español, obteniendo el doctorado,  «mostró además interés por el árabe y el turco» (falta cita).  Una vez en México llegó a traducir al español desde el náhuatl y comenzó a estudiar el otomí. El estudio de las lenguas y culturas estuvo muy presente durante toda su vida, además se interesó en pedagogía, botánica y filología.  
Antes de comenzar la Primera Guerra Mundial emprendió un viaje con dos o tres condiscípulos partiendo hacia el sur, hacia los Balcanes, navegando a través del Danubio por algunos de los países que formaban el Imperio Austro-Húngaro y estudiando las lenguas, la botánica y herbolaria, interesándose sobre todo en Grecia donde encontró que los pastores vivían con la sencillez de los tiempos homéricos  (2) Las Calles de Puebla)). «También recolectó plantas diversas para ampliar sus conocimientos botánicos sirviendo de esta manera a la institución que patrocinaba en parte su viaje» (falta cita o referencia).

### Llegada a México
«Leicht pasaba unas vacaciones en la Islas Canarias cuando estalló la Primera Guerra Mundial situación que le hizo imposible regresar a Alemania» (falta cita o referencia). Decidió entonces partir hacia el continente americano acompañado de su madre, la señora Adelheid Emma Leicht, nacida Meyer, en Bremen, Alemania el 14 de agosto de 1854. 
En Guatemala fungió como director del Colegio Alemán de ese país. En abril de 1918 se trasladó a México para radicar en la ciudad de Puebla donde fue contratado como profesor de francés en el Colegio Alemán de esa ciudad, contrario a la creencia de que fue invitado para hacerse cargo de la dirección. Lo anterior lo revela el anuario del colegio correspondiente a los años 1918-1919 (?) con puño y letra del mismo Leicht donde dice además que fue contratado el 16 de abril de ese año (falta referencia abajo).

Como profesor llegó a impartir 31 horas de clase a la semana las materias de inglés, francés, matemáticas, cálculo, geometría, física y geografía a alumnos de Secundaria. En 1920 fue ascendido a director y en ese puesto se destacó por llevar a cabo diversas actividades culturales y por impulsar la introducción del sistema de preparatoria alemán Gymnasium. Fue cesado en el año de 1922 por un conflicto que tuvo con un empleado del colegio. Leicht mal aconsejado había entregado todos sus ahorros y los de su madre, una importante cantidad de oro, al cajero del colegio de nacionalidad alemana, quien los invirtió en una casa comercial que pronto quedó en quiebra, situación que lo llevó a tener una fuerte desavenencia con la mesa directiva siendo despedido, quedándose sin trabajo y sin ahorros.

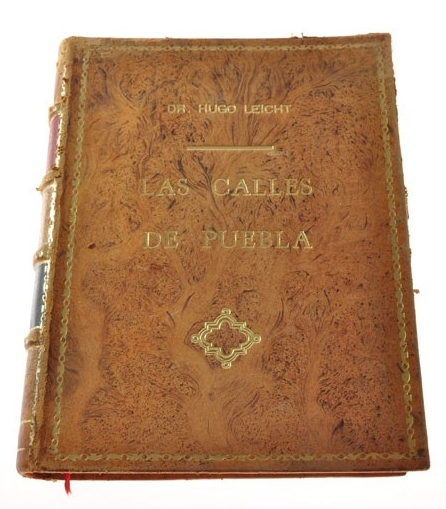
La segunda edición de 1967 de «Las calles de Puebla»

Al tiempo que Leicht acudía a los tribunales en busca de justicia comenzó a investigar la historia de la ciudad recibiendo de sus amigos poblanos apoyo moral y financiero para realizar la labor que lo llevaría años más tarde a publicar su reconocida obra. Pasaba largas horas en los archivos, consultando libros raros y mapas e interrogando a cuantas personas pudieran proporcionarle la información verbal o escrita que requería. El Dr. Leicht manifiesta agradecimiento en el prólogo de su obra, pues encontró toda clase de facilidades y la confianza necesaria para acceder a los archivos tanto eclesiásticos como civiles para la obtención de datos de documentos, láminas, planos, pinturas, grabados, fotografías, etc. 
Su obra resultó ser el estudio más extenso y documentado de la historia de las calles y barrios de la ciudad de Puebla, incluyendo muchísimos datos que de algún modo habían sido olvidados u omitidos por diversos autores. Esto aunado a su meticulosa recopilación y notas al margen de sus fuentes respectivas, tales como documentos y expedientes del Archivo Municipal y del Registro Público, así como los planos, nombres de historiadores, nombres antiguos de las calles, inscripciones, recopilaciones a pie de cada una de las calles y un dedicado índice topográfico, es que hacen a esta obra una verdadera enciclopedia de Puebla.
Después de años de arduo trabajo dio por concluido el manuscrito en la Navidad de 1930, como lo menciona en el prefacio de su obra, que aún tardaría seis años en publicarse.
Al acercarse el Cuarto centenario de la  fundación de Puebla, el 16 de abril de 1531, fue nombrado director de la revista quincenal “Puebla” en la que escribió trabajos sobre la historia de la ciudad, entre ellos, el número del 10 de mayo de 1930 y Leicht se convirtió en el principal promotor para conmemorar el aniversario. La revista era editada por la Junta de Mejoramiento Moral y Cívico del Municipio de Puebla encabezada por don Bernardino Tamariz Oropeza (misma junta que por subscripción pública erigió el monumento a los fundadores de Puebla). Leicht escribió la mayoría de los artículos allí publicados y que en mucho contribuyeron a esclarecer el muy debatido tema sobre la fecha de la fundación de Puebla y de sus verdaderos fundadores. Esta publicación lo dio a conocer en la Secretaría de Educación, en la Escuela de Antropología y Lenguas Indígenas del Museo Nacional quien lo recibió como miembro activo por sus estudios y traducciones de la lengua náhuatl y en la Academia de Ciencias Antonio Alzate quien lo recibió también como miembro titular, además fue miembro fundador de la Sociedad de Historia y Conservación del Patrimonio de la Ciudad de Puebla.
Es entonces cuando el gobernador del estado de Puebla, Leonides Andreu Almazán, a petición del licenciado y notario público Miguel Marín Hirschman y conociendo los méritos de su monumental investigación, nombró a Leicht bibliotecario de la Biblioteca Palafoxiana donde elaboró uno de los catálogos que por muchos años fue el único medio para conocer el contenido de la connotada biblioteca. 
Para editar su libro había que pasar el manuscrito a máquina y fue el joven mecanógrafo de su amigo y benefactor, el Lic. Miguel Marín H., quien llevó a cabo la larga tarea y posteriormente con la ayuda económica del gobernador José Mijares Palencia y el licenciado Gustavo Ariza así como otras personas para que al fin en 1936, saliera a la luz en la Ciudad de México la edición príncipe de su obra Las Calles de Puebla en la imprenta de A. Mijares y Hermanos con un tiraje de solo mil ejemplares siendo muy bien recibido por el público y la crítica.

### De regreso a Alemania y fallecimiento

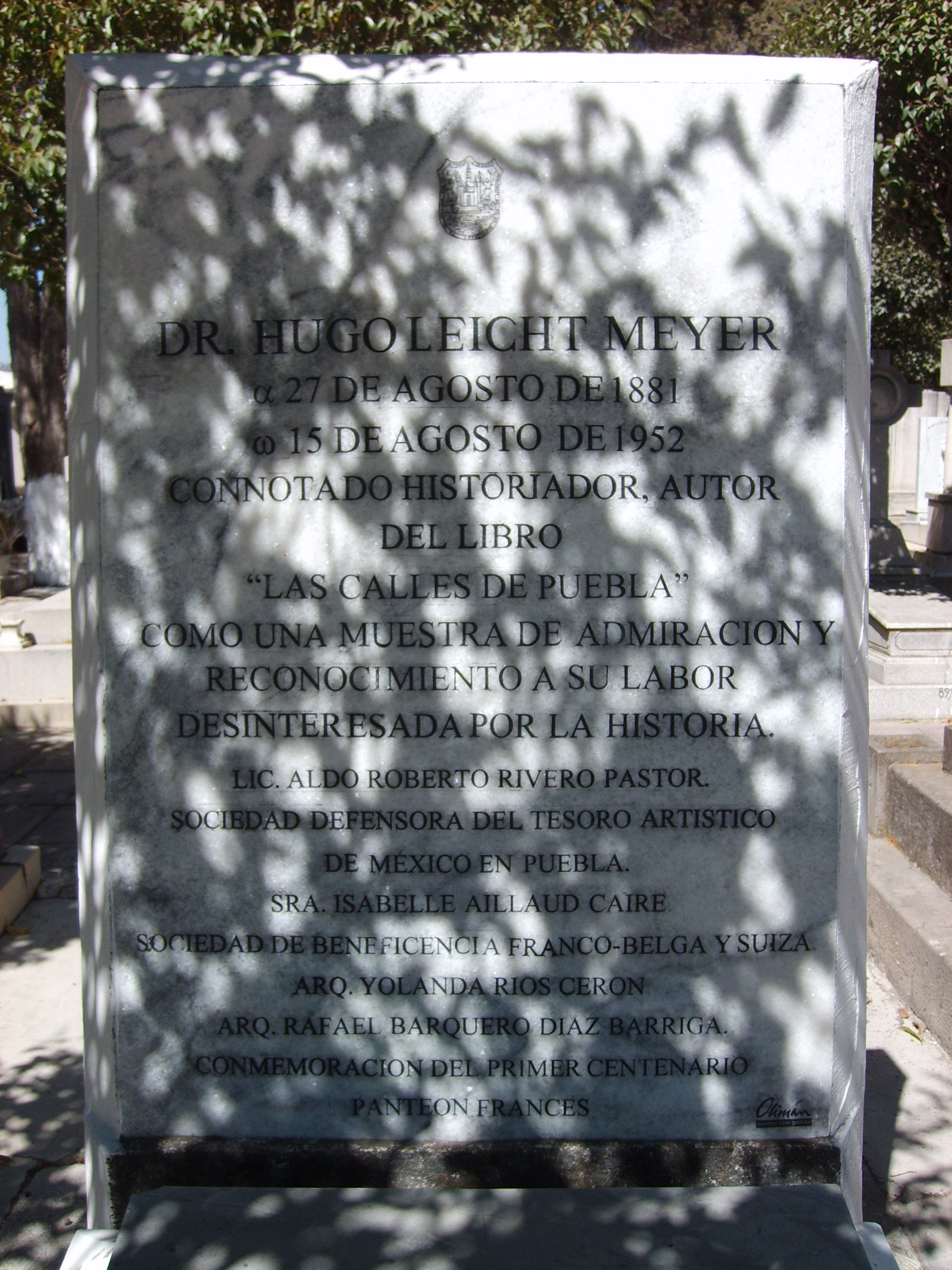
Lápida del sepulcro de Hugo Leicht en el Panteón Francés de Puebla.

El 20 de noviembre de 1933 falleció la madre de Leicht y, con sus escasos recursos, sepultó sus restos en el Panteón Francés de Puebla. Conoció por entonces la Legación Alemana en México sus destacadas actividades culturales y editoriales y lo contactó para comunicarle una propuesta para regresar a Alemania con todos los gastos pagados con el fin de realizar actividades pedagógicas, premiando con esto su gran labor. Al Dr. Leicht le agradó la idea prometiendo a sus amigos volver pues adivinaba que terminada su labor en su patria se le iba a dar una comisión en México, ante esto recibió advertencias de sus amigos de una posible guerra en Europa a lo cual respondía que «Europa no quería más sangre y que no podía olvidar los horrores pasados» y se despidió de ellos con un «hasta luego» en abril de 1939. 
Al poco de su llegada escribió a su amigo el Lic. Marín Hirschman diciendo que estaba trabajando transitoriamente para el Instituto Hispano-Americano-Germánico en Berlín. Esa sería su última carta hasta después de transcurrida la Segunda Guerra Mundial cuando el Dr. Leicht volvió a escribir con fecha de 5 de marzo de 1947, esta vez desde Hamburgo, relatando que acababa de regresar de Oslo, Noruega, donde había estado internado con otros alemanes allí residentes, siendo bien tratados.   
Tras ser investigado por algún vínculo con los nazis y al no hallársele ninguno, «su gobierno le otorgó una plaza en la Universidad de Hamburgo» (falta referencia). Sufriendo  los estragos de la posguerra en Alemania, falta de víveres y extremos fríos, encuentra a tres de sus antiguos discípulos y uno de ellos lo invita a educar a sus hijos en una granja en las afueras de Hamburgo. De Puebla se habían enviado ropa y víveres para su comunidad a través de la agencia norteamericana CARE y también pudo proseguir con sus labores de investigación en la Universidad de Hamburgo. Cuenta el Lic. Marin H. que Hugo Leicht  solicitó le enviara una copia de su libro Las Calles de Puebla,  la cual le fue enviada. 
Durante los siguientes años expresó su deseo de regresar a México, pero la inestable situación política de la Alemania Occidental le puso severos obstáculos ya que las autoridades inglesas de ocupación no le permitieron salir de Alemania. El 15 de enero de 1948 escribe a su amigo Miguel Marín H. 

«No puedo conformarme con la idea de vivir siempre aquí, nunca ver ni hablar a ud. nunca regresar al país del sol»

 Finalmente en octubre de 1951 cuando los aliados le devuelven su soberanía a Alemania Occidental ve la posibilidad de regresar a México. Pero su delicado estado de salud le impide ver realizado este añorado viaje, a pesar de contar ya con el permiso gracias a las gestiones hechas por el Secretario de Gobierno de Puebla Agustín de Haro y Tamaríz. Todo estaba listo para su regreso en 1952 pero en marzo se recibe una carta de letra irregular y temblorosa, en ella informaba que estaba enfermo y sufriendo de «horribles dolores»: 

«Me siento tan desgraciado solo y abandonado... No puedo escribir más»

Finalmente falleció el 15 de agosto de 1952 en Hamburgo Alemania.
Es en diciembre de 1965 cuando el cabildo poblano aprobó la propuesta del regidor Luis Sánchez Pontón de solicitar el traslado de sus restos a la  Ciudad de Puebla, promovido por el profesor Pedro Angel Palou García, secretario de Cultura Municipal de Puebla de ese tiempo, llegando a la Capital en 1966 y siendo sepultados al lado de su madre en el Panteón Francés de la ciudad.